# Trần Dĩnh Sĩ
Trần Dĩnh Sĩ  (1858-1914) là một nhà nho sông dưới thời Nguyễn. Quê của Trần Dĩnh Sĩ bây giờ là: Điền Môn, huyện Phong Điền, tỉnh Thừa Thiên Huế. 

## Sự nghiệp
Ông đỗ Cử nhân năm 1891, sơ bổ chức Giáo thụ phủ Quảng Trạch, tỉnh Quảng Bình. Ông dành ngôi vị Hoàng giáp vào năm Ất Mùi, 1895, niên hiệu Thành Thái thú.
Sau đó một năm, ông được thăng lên làm Hàn lâm viện Tu soạn sung chức Quốc sử quán Thừa biện và đã góp phần biên soạn một số tập của bộ Đại Nam Thực lục chính biên.
Vào năm 1897, Trần Dĩnh Sĩ nắm chức Tri phủ Tuy An, tỉnh Phú Yên. Năm 1909, triều đình ông cử đi Nghệ An làm Giám khảo khoa thi Hương, sau đó ông giữ chức Tham biện Nội các cho đến khi về hưu.

## Đánh giá
Bạn thân, đồng hương Nguyễn Lộ Trạch, tiến sĩ Huỳnh Thúc Kháng nhận xét qua bài viết trên báo Tiếng Dân số 424 năm 1931: "Tiên sinh (chỉ Nguyễn Lộ Trạch) có người bạn học cũng đồng hương, học giỏi có tiếng, lúc học thân nhau, sau ông kia đậu Hoàng giáp, xem bộ đắc ý".